# Jérôme d'Ambrosio
Jérôme d'Ambrosio (Etterbeek, 27 december 1985) is een voormalig Belgisch autocoureur.

## Carrière
D'Ambrosio begon op zijn veertiende met karten. Zijn eerste titel won hij op zijn vijftiende, hij won de Monaco Kart Cup. Toen hij 17 was ging hij verder met karten, hij won de World Cup Formule A, hij troefde onder andere Renger van der Zande af. In 2003 racete hij in de Formel König en in de Belgische Formule Renault 1.6. Hij won het Belgische kampioenschap en in Duitsland werd hij vierde.
In 2004 ging hij racen in de Eurocup Formule Renault 2.0. In 2005 reed hij in de Italiaanse Formule Renault 2.0 en in de Eurocup. In Italië werd hij vierde in het kampioenschap. In 2006 racete hij in de Euro F3000, hij werd er met een Lola vijfde. In 2007 won hij de International Formula Master-serie. Hierna stapte hij over naar de GP2 bij het DAMS team. In de grote GP2-serie, die gereden wordt tijdens de Formule 1 GP-weekends, had D'Ambrosio in het seizoen 2009 een sterke start. Als gevolg hiervan besliste de Belgisch-Franse hamburgerketen Quick zich te verbinden met dit Belgische talent. Met DAMS werd D'Ambrosio vicekampioen in de GP2 Asian series 2008/09, net achter zijn ploeggenoot Kobayashi. Hij behaalde geen overwinningen, maar kwam meerdere malen op het podium. In 2010 kwam het DAMS-team uit als Junior Renault GP2-team, dit als gevolg van de relatie Gravity/GenII Capital met Renault F1. Zijn ploegmaat in 2010 was Ho-Pin Tung, een andere coureur van het managementbureau Gravity. Als onderdeel van deze deal waren zij beiden aangesloten bij de Renault Driver Development. D'Ambrosio boekte zijn eerste zege in GP2 tijdens de GP van Monaco en behaalde de poleposition tijdens de GP van België.
De Luxemburgse vennootschap Gravity treedt op als manager van D'Ambrosio. Bij Gravity werkt onder anderen Pierre Van Vliet, voormalig F1-commentator op TF1 en uitgever van het F1-tijdschrift F1i. Gravity is een managementvennootschap van de groep rond Gerard Lopez, die via de vennootschap GenII Capital ook eigenaar is van de renstal Renault F1. Gerard Lopez was via een managementvennootschap Mangrove een van de allereerste investeerders in Skype. In totaal zou Gravity tijdens de GP2 jaren 3 à 5 miljoen euro geïnvesteerd hebben in de carrière van D'Ambrosio. Renault F1-teammanager Éric Boullier is naast zijn activiteit bij Renault F1 ook de managing director van Gravity en behartigt in die functie de belangen van D'Ambrosio.
In 2010 werd D'Ambrosio test- en reservecoureur bij het Formule 1 team van Renault en kreeg hij de gelegenheid om de laatste vier races van het Formule 1 seizoen 2010 te rijden voor het team van Virgin Racing als testrijder op vrijdag. Net na afloop van het F1-seizoen liet D'Ambrosio tijdens Formula One Young Driver Test op het Yas Marina Circuit sterke resultaten zien bij zowel Renault F1 als Virgin.
Op 21 december 2010 werd bekendgemaakt dat D'Ambrosio tweede rijder werd bij Virgin Racing in 2011 naast Timo Glock. Hij werd daarmee de eerste Belgische Formule 1-rijder in 17 jaar.
Op 28 november 2011 werd bekend dat D'Ambrosio zijn zitje bij Marussia Virgin in 2012 kwijt zou raken aan de Fransman Charles Pic. Later werd bekendgemaakt dat D'Ambrosio testrijder wordt bij Lotus en stand-in is voor Kimi Räikkönen en/of Romain Grosjean. Tijdens de Grand Prix van Italië van dat jaar krijgt hij zijn kans; hij valt in voor Grosjean die na het veroorzaken van een crash in de Grand Prix van België voor één race geschorst werd. Hij eindigde de race ondanks een KERS-probleem na de zesde ronde toch nog dertiende.
Vanaf het prille begin van de Formule E in 2014, tot en met 2020 nam D'Ambrosio deel aan het elektrische kampioenschap. Hij reed eerst vier jaar voor Dragon Racing, met Mike Conway als teamgenoot. Na het seizoen van 2017-2018 stapte hij over naar Mahindra Racing. Zijn teamgenoot was Pascal Wehrlein. Op het einde van het seizoen 2020 werd hij vervangen door Alexander Sims. D'Ambrosio behaalde in totaal drie overwinningen, kwam negen keer op het podium te staan en vertrok twee keer vanaf de Pole-position.
Op 30 oktober 2020 maakte hij bekend zijn carrière als autocoureur te eindigen. Niet veel later werd bekendgemaakt dat d'Ambrosio adjunct-teambaas wordt bij het Monegaskische Venturi Grand Prix.
Sinds 2023 is D'Ambrosio aan de slag voor het Mercedes GP als directeur voor rijdersontwikkeling. Hij moet de rijders van het Mercedes Junior programma over de hele wereld begeleiden.

## Formule 1-carrière
| Jaar/Jaren | Team          |
| ---------- | ------------- |
| 2011       | Virgin Racing |
| 2012       | Lotus F1 Team |

|                       | 2011 | 2012 | Totaal |
| --------------------- | ---- | ---- | ------ |
| Aantal races          | 19   | 1    | 20     |
| Aantal zeges          | 0    | 0    | 0      |
| Aantal polepositions  | 0    | 0    | 0      |
| Aantal snelste ronden | 0    | 0    | 0      |
| Aantal podiumplaatsen | 0    | 0    | 0      |
| Aantal WK-punten      | 0    | 0    | 0      |
| Eindstand WK          | 24   | 23   |        |

## Resultaten

### Totale GP2-resultaten
- Races vetgedrukt betekent poleposition

| Jaar | Inschrijving | 1          | 2          | 3          | 4          | 5          | 6          | 7          | 8          | 9          | 10         | 11         | 12         | 13        | 14         | 15         | 16         | 17        | 18        | 19         | 20         | Rang | Punten |
| ---- | ------------ | ---------- | ---------- | ---------- | ---------- | ---------- | ---------- | ---------- | ---------- | ---------- | ---------- | ---------- | ---------- | --------- | ---------- | ---------- | ---------- | --------- | --------- | ---------- | ---------- | ---- | ------ |
| 2008 | DAMS         | ESP FEA NF | ESP SPR 15 | TUR FEA NF | TUR SPR NF | MON FEA 9  | MON SPR 7  | FRA FEA 6  | FRA SPR NF | GBR FEA 9  | GBR SPR 12 | GER FEA NF | GER SPR 11 | HUN FEA 9 | HUN SPR NF | EUR FEA 5  | EUR SPR 2  | BEL FEA 8 | BEL FEA 2 | ITA FEA 7  | ITA SPR 6  | 11   | 21     |
| 2009 | DAMS         | ESP FEA 3  | ESP SPR 3  | MON FEA 6  | MON SPR 2  | TUR FEA NF | TUR SPR 15 | GBR FEA 19 | GBR SPR 12 | GER FEA 10 | GER SPR 7  | HUN FEA 16 | HUN SPR NF | VAL FEA 9 | VAL SPR 4  | BEL FEA NF | BEL FEA NF | ITA FEA 4 | ITA SPR 4 | POR FEA NF | POR SPR 10 | 9    | 29     |

### Totale Formule 1-resultaten
- Races vetgedrukt betekent poleposition, races cursief betekent snelste ronde

| Seizoen | Inschrijving           | Chassis       | Motor                    | 1      | 2      | 3      | 4      | 5      | 6      | 7      | 8      | 9      | 10     | 11     | 12     | 13     | 14     | 15     | 16     | 17     | 18     | 19     | 20  | Pos | Punten |
| ------- | ---------------------- | ------------- | ------------------------ | ------ | ------ | ------ | ------ | ------ | ------ | ------ | ------ | ------ | ------ | ------ | ------ | ------ | ------ | ------ | ------ | ------ | ------ | ------ | --- | --- | ------ |
| 2010    | Virgin Racing          | Virgin VR-01  | Cosworth CA2010 2.4 V8   | BHR    | AUS    | MAL    | CHN    | ESP    | MON    | TUR    | CAN    | EUR    | GBR    | GER    | HUN    | BEL    | ITA    | SIN TC | JPN TC | KOR TC | BRA TC | ABU    |     | -   | -      |
| 2011    | Marussia Virgin Racing | Virgin MVR-02 | Cosworth CA2011 2.4 V8   | AUS 14 | MAL NF | CHN 20 | TUR 20 | ESP 20 | MON 15 | CAN 14 | EUR 22 | GBR 17 | GER 18 | HUN 19 | BEL 17 | ITA NF | SIN 18 | JPN 21 | KOR 20 | IND 16 | ABU NF | BRA 19 |     | 24  | 0      |
| 2012    | Lotus F1 Team          | Lotus E20     | Renault RS27-2012 2.4 V8 | AUS    | MAL    | CHN    | BHR    | ESP    | MON    | CAN    | EUR    | GBR    | GER    | HUN    | BEL    | ITA 13 | SIN    | JPN    | KOR    | IND    | ABU    | USA    | BRA | 23  | 0      |

## Huwelijk
D'Ambrosio trouwde in juli 2020 met Eleonore von Habsburg, de dochter van Karel Habsburg-Lotharingen en de achterkleindochter van Karel I van Oostenrijk, de laatste keizer van Oostenrijk. Het koppel leerde elkaar drie jaar eerder kennen op een vlucht van Londen naar Nice.